# ヤコブ・アールマン
ヤクブ・アールマン・ニールセン（Jakob Ahlmann Nielsen、1991年1月18日 - ）は、デンマーク・ブレンデスレウ出身の元サッカー選手。現役時代のポジションはDF。

## クラブ経歴
2009年、FCミッティランからオールボーBKに移籍し、プロ契約を結んだ。2010年5月16日、デンマーク・スーペルリーガのHBキューゲ戦でプロデビューを果たした。2013-14シーズンにはリーグ優勝とカップ戦優勝の2冠を成し遂げた。後者のFCコペンハーゲンとのカップ戦決勝では、4-2で勝利しての優勝だったが、アールマンはこの試合の3点目を挙げた。
2024年5月、現役を引退し、オールボーのスカウトに就任した。

## 代表経歴
2014年5月12日、モアテン・オルセン監督率いるデンマーク代表に初招集され、22日のハンガリー代表との親善試合にてA代表での初キャップを刻んだ。

## タイトル
オールボーBK
- デンマーク・スーペルリーガ : 1回 (2013-14)
- デンマーク・カップ : 1回 (2013-14)